# Antti Tanskanen
Antti Johannes Tanskanen, född 14 maj 1946 i Mänttä, är en finländsk nationalekonom och finansman.
Tanskanen blev ekonomie doktor 1974 på en avhandling om kortfristiga kapitalrörelser och valutadynamik. Han blev 1979 professor i nationalekonomi vid Jyväskylä universitet och dess rektor 1988. 1995 utsågs han till generaldirektör för Finlands Akademi och var 1997–2006 koncernchef för den kooperativa OP-gruppen, som under hans ledning växte till landets största finanskoncern. Han har deltagit i samhällsdebatten och väckte på 1990-talet uppmärksamhet genom att förorda en sänkning av inkomstskatten. Han erhöll ministers titel 2002.
År 1993 utnämndes han till ledamot av Finska Vetenskapsakademien.

## Utmärkelser
- Storkorset av Finlands Lejons orden[3]
- Krigsinvalidernas förtjänstkors[3]
- Militärens förtjänstmedalj[3]
- Kommendörstecknet av Finlands Vita Ros’ orden[3]
- Reservistförbundet – Reservunderofficers-förbundets förtjänstkors[3]

[Redigera Wikidata]